# فوئنته ال ساوس
فوئنته ال سائوس دهستانی در استان آبیلای اسپانیا است.
در این دهستان ۲۸۰ نفر زندگی می‌کنند. مساحت این دهستان ۹٫۷۸ کیلومتر مربع است.